# 백윤재 (변호사)
백윤재(白允才, 1959년 ~ )는 대한민국의 변호사이다.

## 학력
- ~ 1982년 서울대학교 법학 학사
- ~ 1985년 서울대학교 대학원 법학 수료
- ~ 1993년 하버드대학교 로스쿨 LL.M.

## 경력
- 1982년 제24회 사법시험 합격
- ~ 1984년 제14기 사법연수원
- 1988년 ~ 1992년 동서종합법률사무소 변호사
- 1993년 ~ 1994년 브라이언 케이브 변호사
- 1994년 ~ 1997년 법무법인 광장 구성원 변호사
- 1995년 ~ 대한상사중재원 중재인
- 1997년 ~ 법무법인 한얼 대표변호사
- 1998년 ~ 1999년 숭실대학교 통상대학원 강사
- 2004년 ~ 서울중앙지방법원 조정위원회 위원
- 2004년 ~ 한국중재학회 부회장
- 2004년 ~ 한국중재인협회 이사
- 2005년 ~ 2007년 대한변호사협회 사업이사
- 2006년 ~ 2009년 한국보건사회연구원 감사
- 2006년 ~ 법무부 국가배상심의위원회 위원
- 2006년 ~ ICC Korea 국제중재위원회 중재인
- 2007년 ~ 대련중재위원회 중재인
- 2008년 ~ 이집트카이로중재센터 중재인
- 2014.10 ~ 대한중재인협회 부회장
- 2014.10 ~ 콘텐츠분쟁조정위원회 위원장
- 2014.10 ~ 콘텐츠분쟁조정위원회 조정 3분과 위원

## TV
- 1999년 OUN 방송대학TV 《백윤재의 생활속 법률이야기》진행

## 라디오
- 1995년 10월 9일 ~ 2000년 10월 15일 MBC 표준FM 《백윤재의 생활법률》 진행